# Harbor City
Harbor City est un quartier de Los Angeles, en Californie.

## Présentation
Au recensement de 2000, il avait une population totale de 24 640 habitants. Harbor City fait partie de la zone portuaire de Los Angeles. Les parties du quartier avoisinant Torrance et Palos Verdes accueillent des banlieues des classes moyennes alors que le reste du quartier, en particulier ceux bordés par Lomita Boulevard et la Pacific Coast Highway au nord et par les avenues Normandie et Vernont à l'est et à l'ouest, sont très pauvres.
Un alligator surnommé « Reggie » a été découvert dans la communauté, à Machado Lake.